# دنيس ديكسون
دنيس ديكسون (بالإنجليزية: Dennis Dixon)‏ هو لاعب كرة قاعدة أمريكي، ولد في 11 يناير 1985 في أوكلاند في الولايات المتحدة.

## وصلات خارجية
- دنيس ديكسون على موقعبيزبول رفرنس.كوم (الدوري الثانوي) (الإنجليزية)
- دنيس ديكسون على موقع مرجع كرة القدم المحترفة.كوم (الإنجليزية)